# Газопровід ET-180
Газопровід ET-180 – трубопровід, спорудження якого дозволить використовувати термінал для імпорту ЗПГ у Брунсбюттелі на повну потужність.
На початку 2023 року в Брунсбюттелі (на північному березі естуарію Ельби) ввели в дію термінал ЗПГ, який створили екстреними темпами для якнайшвидшої відмови від російських енергоносіїв. Втім, наявна у регіоні газопровідна інфраструктура могла пропускати біля 3,5 млрд м3 природного газу на рік, що було більш ніж удвічі менше від можливостей зафрахтованої установки із регазифікації. 
Враховуючи зазначене вище, на 2023 рік запланували спорудження трубопроводу ET-180, який пройде північніше від Ельби від Брунсбюттеля до Гетлінгену на західній околиці Гамбургу, де є можливість підключення до мережі магістральних газопроводів. Новий трубопровід матиме довжину 55 км, діаметр 800 мм та робочий тиск у 8,4 МПа. Він буде споруджений у підземному виконанні та залягатиме на глибині не менше ніж 1 метр.
На початку лютого 2023-го залізниця завершила перевезення до Шлізвіг-Гольштейну труб, які замовили в межах проекту газопроводу ET-180.